# Arenaria pseudofrigida
Espèce
Arenaria pseudofrigida est une espèce de plantes herbacées de la famille des Caryophyllaceae.